# Basyoun
Basyoun (in arabo بسيون‎?) è una città dell'Egitto di circa 65.000 abitanti, ed è situata a 110 Km a nord de Il Cairo. 